# Turkiet i olympiska sommarspelen 1924
Turkiet deltog i de olympiska sommarspelen 1924 i Paris med en trupp bestående av 22 deltagare, samtliga män, vilka deltog i elva tävlingar i fem grenar. Ingen av landets deltagare erövrade någon medalj.

## Brottning
Fem deltagare representerade Turkiet i brottningen, i fyra viktklasser.
Bantamvikt, grekisk-romersk stil
- Mazhar Çakin
  - Första omgången — Förlorade mot  Adolf Herschmann (AUT)
  - Andra omgången — Förlorade mot  Henri Dierickx (BEL)

Lättvikt, grekisk-romersk stil
- Fuat Akbaş
  - Första omgången — Förlorade mot  Kalle Westerlund (FIN)
  - Andra omgången — Förlorade mot  Rūdolfs Ronis (LAT)

Mellanvikt, grekisk-romersk stil
- Tayyar Yalaz
  - Första omgången — Vann mot  Emilio Vidal (ESP)
  - Andra omgången — Vann mot  Émile Clody (FRA)
  - Tredje omgången — Förlorade mot  Arthur Lindfors (FIN)

- Dürü Sade
  - Första omgången — Förlorade mot  Edvard Westerlund (FIN)
  - Andra omgången — Förlorade mot  Jan Reinderman (NED)

Lätt tungvikt, grekisk-romersk stil
- Seyfi Berksoy
  - Första omgången — Vann mot  Émile Walhem (BEL)
  - Andra omgången — Förlorade mot  Rudolf Svensson (SWE)

## Fotboll

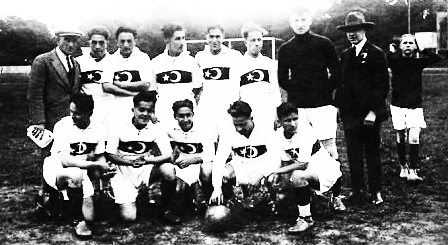
Turkiets fotbollslandslag den 25 maj 1924.

Turkiet deltog i den olympiska fotbollsturneringen för första gången 1924 och slutade på en delad 17:e plats.
Första omgången
|       | 25 maj | Tjeckoslovakien                                 | 5 – 2        | Turkiet        | Stade Bergeyre                                       |                                                      |
| 15:30 | 15:30  | Sloup 21′ Sedláček 28′, 37′ Novák 64′ Čapek 74′ | Matchrapport | Refet 63′, 82′ | Paris Publik: 5 000 Domare: P. Chr. Andersen (Norge) | Paris Publik: 5 000 Domare: P. Chr. Andersen (Norge) |
| 15:30 | 15:30  |                                                 |              |                | Paris Publik: 5 000 Domare: P. Chr. Andersen (Norge) | Paris Publik: 5 000 Domare: P. Chr. Andersen (Norge) |
| 15:30 | 15:30  |                                                 |              |                | Paris Publik: 5 000 Domare: P. Chr. Andersen (Norge) | Paris Publik: 5 000 Domare: P. Chr. Andersen (Norge) |

## Friidrott
Fyra deltagare representerade Turkiet i friidrotten, i fyra tävlingar.
| Idrottare          | Gren    | Heat      | Kvartsfinal      | Semifinal        | Final            |
| Idrottare          | Gren    | Placering | Placering        | Placering        | Placering        |
| ------------------ | ------- | --------- | ---------------- | ---------------- | ---------------- |
| Rauf Hasağası      | 100 m   | 6         | Gick inte vidare | Gick inte vidare | Gick inte vidare |
| Şekip Engineri     | 100 m   | 6         | Gick inte vidare | Gick inte vidare | Gick inte vidare |
| Mohamed Burhan     | 200 m   | 3         | Gick inte vidare | Gick inte vidare | Gick inte vidare |
| Ömer Besim Koşalay | 800 m   | 6         | i.u.             | Gick inte vidare | Gick inte vidare |
| Ömer Besim Koşalay | 1 500 m | i.u.      | i.u.             | 7                | Gick inte vidare |

## Fäktning
Turkiet representerades av Fuat Balkan i fäktning, han tävlade i värja och kom på sista plats i sin kvalgrupp. Det var första gången Turkiet deltog i fäktning i OS.

## Tyngdlyftning
Cemal Erçman tävlade för Turkiet i tyngdlyftningens 60-kilosklass, han lyfte totalt 345 kilo och slutade på en 14:e plats.